# (6287) Lenham
(6287) Lenham es un asteroide perteneciente al cinturón de asteroides, región del sistema solar que se encuentra entre las órbitas de Marte y Júpiter, más concretamente a la familia de Temis descubierto el 8 de enero de 1984 por Edward Bowell desde la Estación Anderson Mesa (condado de Coconino, cerca de Flagstaff, Arizona, Estados Unidos).

## Designación y nombre
Designado provisionalmente como 1984 AR. Fue nombrado Lenham en homenaje a Alan P. Lenham, científico investigador británico que trabajó en el Royal College of Science en Shrivenham y también astrónomo aficionado cuyas observaciones de la Luna y los planetas llamaron la atención de Gerard Kuiper, que lo invitó a pasar un tiempo en el Observatorio Yerkes. En 1958, usando el telescopio de 2.1 m en el Observatorio McDonald, hizo una observación en la región de Marte ahora conocida como Valles Marineris.

## Características orbitales
Lenham está situado a una distancia media del Sol de 3,146 ua, pudiendo alejarse hasta 3,540 ua y acercarse hasta 2,751 ua. Su excentricidad es 0,125 y la inclinación orbital 1,082 grados. Emplea 2038,15 días en completar una órbita alrededor del Sol.

## Características físicas
La magnitud absoluta de Lenham es 12,9. Tiene 11,074 km de diámetro y su albedo se estima en 0,144. 